# Arquidiócesis de Údine
La arquidiócesis de Údine (en latín: Archidioecesis Utinensis y en italiano: Arcidiocesi di Udine) es una circunscripción eclesiástica de la Iglesia católica en Italia. Se trata de una arquidiócesis latina, sede metropolitana de la provincia eclesiástica de Údine. Desde el 23 de febrero de 2024 su arzobispo es Riccardo Lamba.

## Territorio y organización

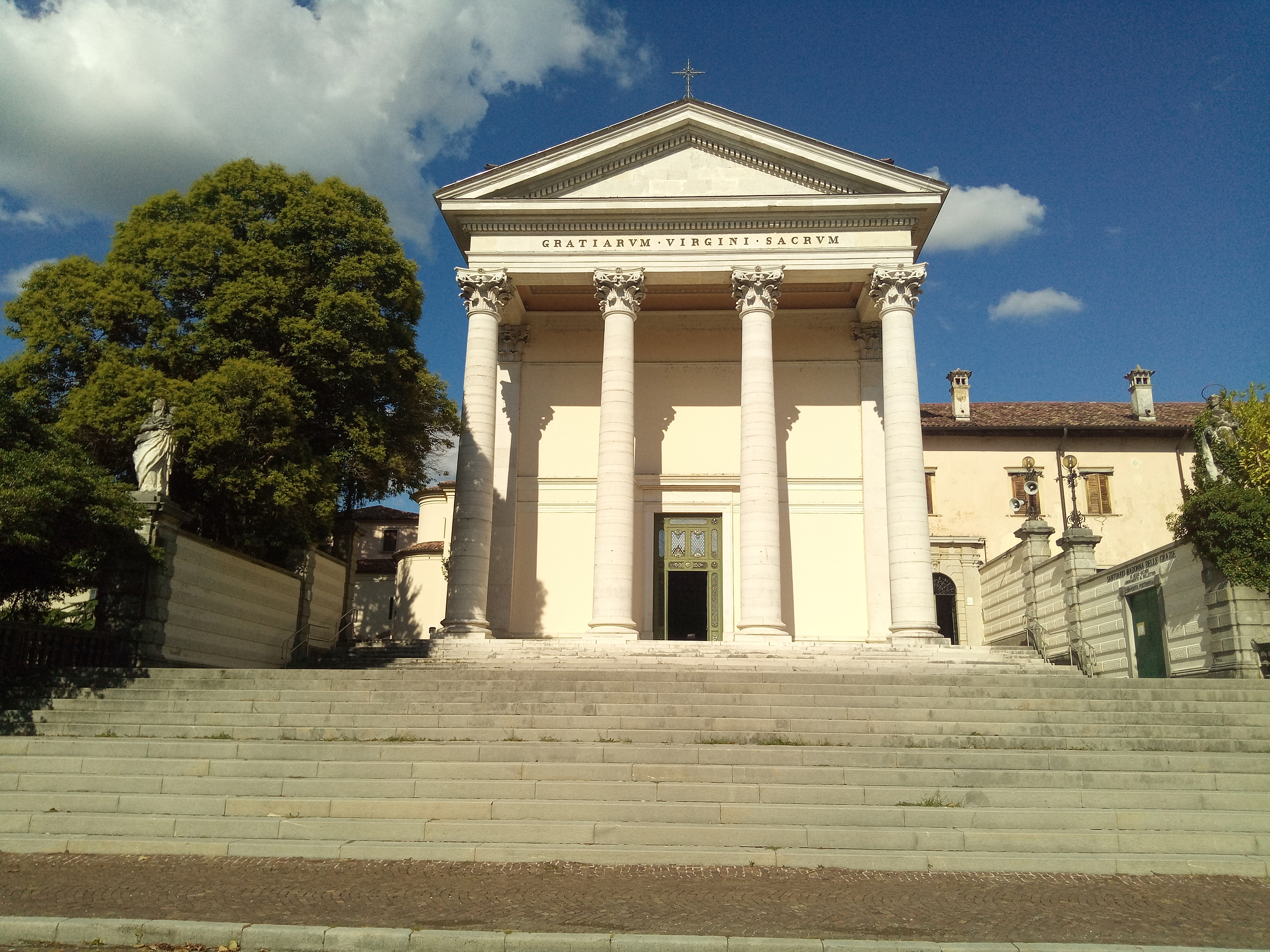
Basílica santuario de la Santísima Virgen de las Gracias, en Údine

La arquidiócesis tiene 4726 km² y extiende su jurisdicción sobre los fieles católicos de rito latino residentes en el ente de descentralización regional de Udine de la región de Friul-Venecia Julia, a excepción la fracción de Pozzis de la comuna de Verzegnis, que es parte de la diócesis de Concordia-Pordenone; y de 10 comunas que pertenecen a la arquidiócesis de Gorizia (Chiopris-Viscone, San Vito al Torre, Visco, Aiello del Friuli, Campolongo Tapogliano, Ruda, Cervignano del Friuli, Fiumicello Villa Vicentina —creada en 2018 por fusión de las comunas de Fiumicello y Villa Vicentina—, Terzo di Aquileia y Aquilea). 

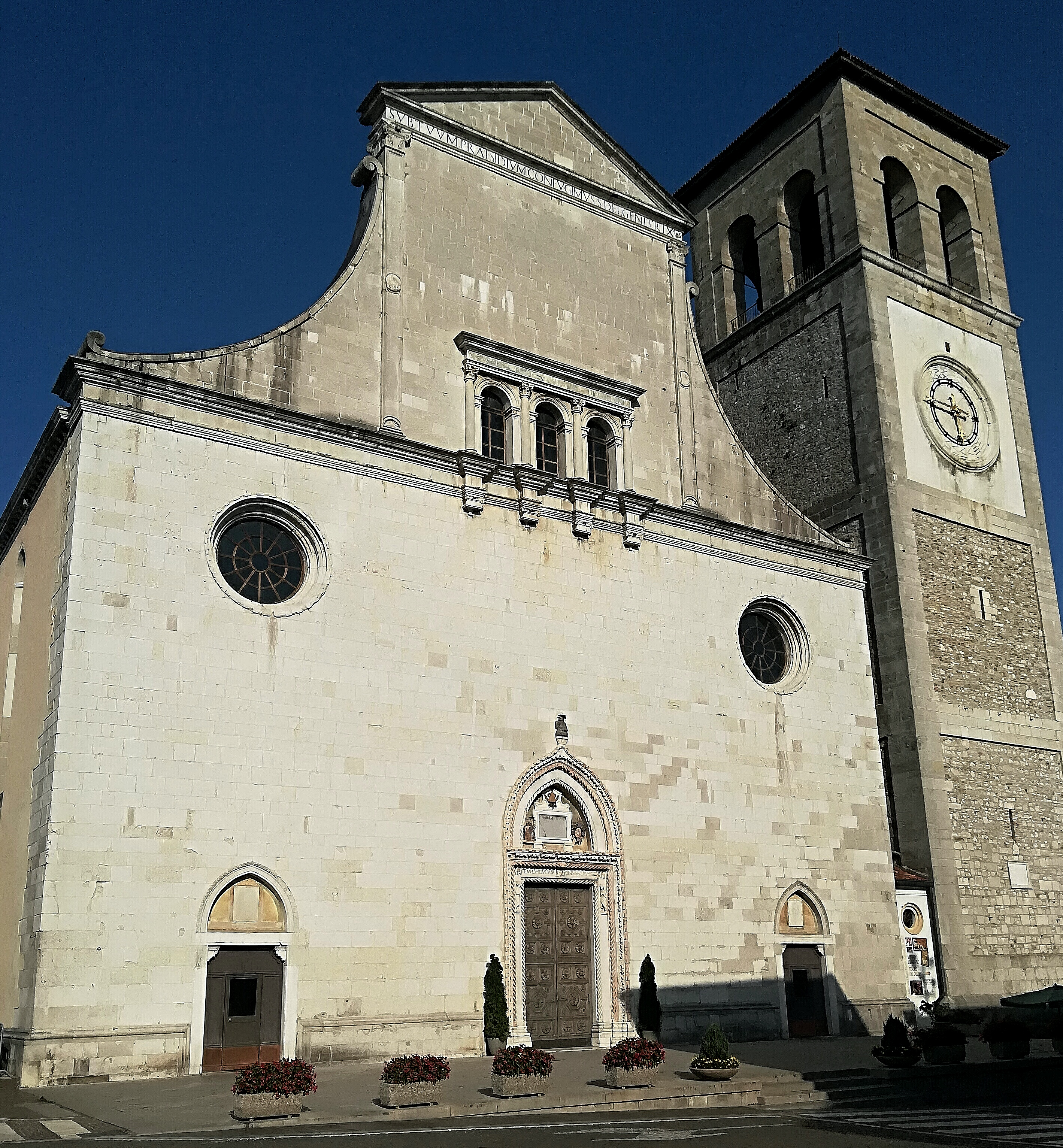
Basílica colegiata arciprestal de Santa María Asunta, en Cividale del Friuli

La sede de la arquidiócesis se encuentra en la ciudad de Údine, en donde se halla la Catedral de Santa María de la Anunciación y la basílica santuario de la Santísima Virgen de las Gracias. En Cividale del Friuli se encuentra la basílica colegiata arciprestal de Santa María Asunta y el llamado Templete Lombardo u oratorio de Santa María en Valle, que está incluido en la lista del Patrimonio de la Humanidad de la UNESCO desde junio de 2011.

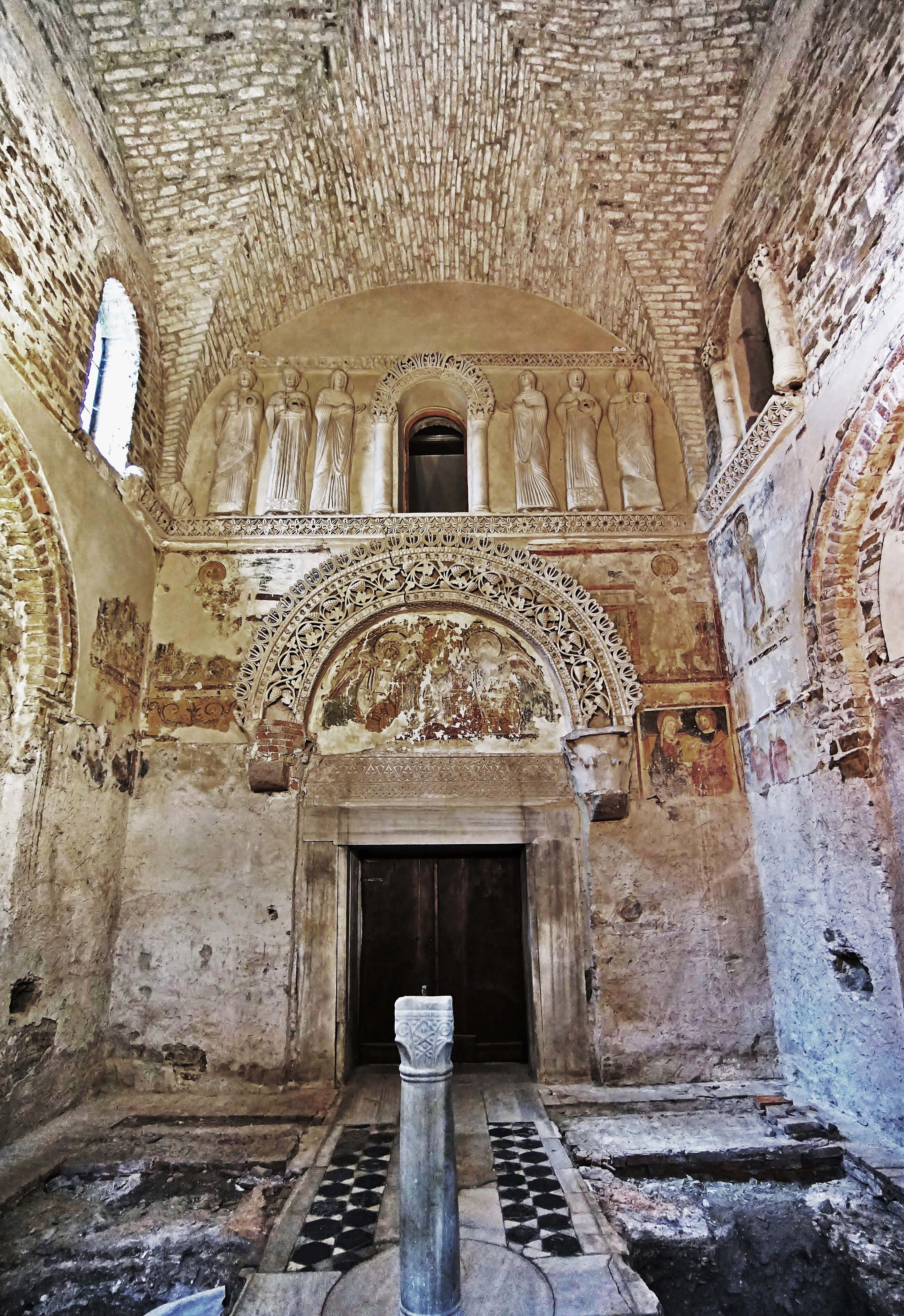
Templete Lombardo, en Cividale del Friuli

En 2022 en la arquidiócesis existían 374 parroquias agrupadas desde 2018 en 54 colaboraciones pastorales, y estas en 8 foranías: Vicariato Urbano di Udine, della Montagna, del Friuli Orientale, del Medio Friuli, della Pedemontana, della Bassa Friulana, del Friuli centrale y del Friuli Collinare.

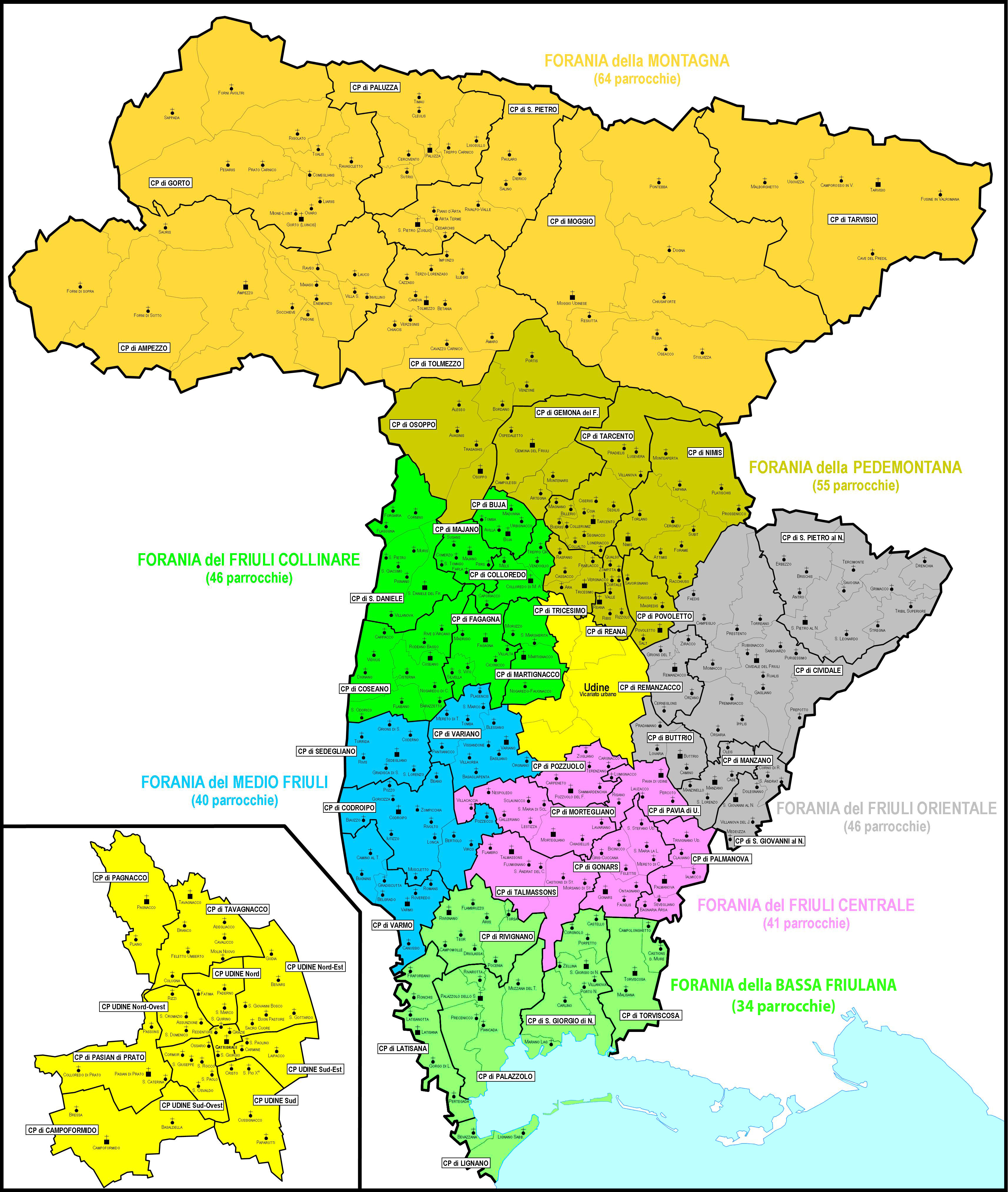
Mapa de las foranías y colaboraciones pastorales

La arquidiócesis no tiene sufragáneas.

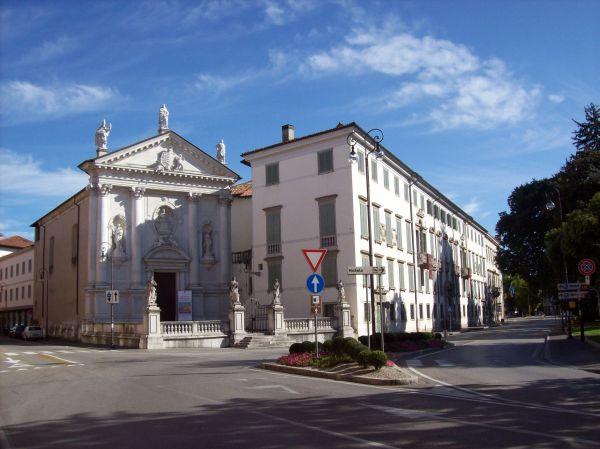
Palacio Arzobispal de Údine y la iglesia de San Antonio

## Historia
La arquidiócesis fue erigida el 6 de julio de 1751 con la bula Iniuncta nobis del papa Benedicto XIV, con la que el pontífice ratificó un acuerdo entre los gobiernos austríaco y veneciano, que preveía la supresión del patriarcado de Aquilea y su división en dos nuevos distritos eclesiásticos: la arquidiócesis de Údine, a la que se le asignó la jurisdicción sobre las tierras bajo el dominio veneciano; y la arquidiócesis de Gorizia, que recibió las tierras bajo el dominio de los Habsburgo.
Mediante la bula Iniuncta nobis el papa suprimió el patriarcado y al mismo tiempo erigió la arquidiócesis de Údine. Esta decisión fue confirmada por el mismo papa con la bula Suprema dispositione del 19 de enero de 1753, con la que el pontífice definió todas las cuestiones accesorias, incluidas las diócesis sufragáneas de la nueva sede metropolitana, es decir, todas las del antiguo patriarcado en territorio véneto: Padua, Vicenza, Verona, Treviso, Ceneda, Belluno, Feltre, Concordia, Capodistria, Emonia, Parenzo y Pula.
El primer arzobispo nombrado fue el patriarca de Aquilea Daniele Dolfin, quien también conservó el título de patriarca hasta su muerte.
El 1 de mayo de 1818, mediante la bula De salute Dominici gregis del papa Pío VII, Údine se convirtió en un obispado simple, sujeto a la sede metropolitana de Venecia. En el mismo año se produjeron importantes cambios territoriales: el territorio de los actuales decanatos de Monfalcone y Ronchi fue cedido a la diócesis de Gorizia y Gradisca. A la diócesis de Concordia se asignaron siete parroquias (Castello d' Aviano, Erto, Cimolais, Claut, Corbolone, Sesto y Torrate, y también la zona de Saletto-Bando, sin autonomía propia e incluida en la jurisdicción de Morsano), y a la diócesis de Ceneda se asignaron otras ocho parroquias (San Polo di Piave, Rugolo, Sarmede, Godega, Orsago, Pinidello, Caneva, Stevenà). Al mismo tiempo recibió de Venecia la zona de Latisana y de Concordia otras cuatro parroquias (Rivis, Turrida, Grions y Redenzicco).
El 30 de abril de 1846 las parroquias de Cadore de los distritos de Pieve y Auronzo fueron separadas de la diócesis de Údine y agregadas a la diócesis de Belluno mediante la bula Universalis Ecclesiae regimen del papa Gregorio XVI.
El papa Pío IX, también a petición del cardenal Fabio Maria Asquini, mediante la bula Ex catholicae unitatis del 14 de marzo de 1847, elevó nuevamente la diócesis al rango de sede metropolitana sin sufragáneas.
El 20 de febrero de 1932, mediante la bula Quo Christi fideles del papa Pío XI, incorporó el decanato de Tarvisio, que hasta entonces pertenecía a la diócesis de Gurk, y la parroquia de Fusine en Valromana, que hasta entonces pertenecía a la diócesis de Liubliana.
Del 10 al 17 de septiembre de 1972 se celebró en Údine el XVIII Congreso Eucarístico Nacional Italiano, en el que asistió como legado papal el cardenal Antonio Poma.
En memoria del antiguo patriarcado, el arzobispo de Údine tiene el privilegio de llevar el hábito coral, el solideo, la faja y el vivo de la sotana de un color rojo oscuro respecto al púrpura cardenalicio (también en seda muaré), llamado "rojo patriarquino". El escudo de armas de los arzobispos de Údine presenta un galero verde, bordeado de rojo patriarcal.
El arzobispo ostenta el título honorífico de abad de Rosazzo.

## Estadísticas
Según el Anuario Pontificio 2023 la arquidiócesis tenía a fines de 2022 un total de 472 500 fieles bautizados.
| Año                                                                             | Población            | Población | Población      | Sacerdotes | Sacerdotes    | Sacerdotes    | Bautizados por sacerdote | Diáconos permanentes | Religiosos | Religiosos | Parroquias |
| Año                                                                             | Bautizados católicos | Total     | % de católicos | Total      | Clero secular | Clero regular | Bautizados por sacerdote | Diáconos permanentes | Varones    | Mujeres    | Parroquias |
| ------------------------------------------------------------------------------- | -------------------- | --------- | -------------- | ---------- | ------------- | ------------- | ------------------------ | -------------------- | ---------- | ---------- | ---------- |
| 1950                                                                            | 534 750              | 535 000   | 100.0          | 901        | 819           | 82            | 593                      |                      | 215        | 1245       | 488        |
| 1969                                                                            | 497 600              | 497 812   | 100.0          | 834        | 739           | 95            | 596                      |                      | 125        | 1363       | 406        |
| 1980                                                                            | 501 357              | 508 470   | 98.6           | 714        | 602           | 112           | 702                      | 1                    | 153        | 1015       | 487        |
| 1990                                                                            | 480 550              | 495 550   | 97.0           | 573        | 518           | 55            | 838                      | 10                   | 83         | 891        | 373        |
| 1999                                                                            | 478 500              | 488 000   | 98.1           | 507        | 412           | 95            | 943                      | 14                   | 121        | 787        | 373        |
| 2000                                                                            | 477 900              | 488 000   | 97.9           | 495        | 405           | 90            | 965                      | 15                   | 116        | 777        | 373        |
| 2001                                                                            | 478 000              | 488 000   | 98.0           | 491        | 396           | 95            | 973                      | 14                   | 120        | 767        | 373        |
| 2002                                                                            | 478 000              | 488 000   | 98.0           | 479        | 384           | 95            | 997                      | 14                   | 120        | 757        | 373        |
| 2003                                                                            | 478 000              | 488 500   | 97.9           | 457        | 367           | 90            | 1045                     | 16                   | 115        | 757        | 373        |
| 2004                                                                            | 478 000              | 488 500   | 97.9           | 438        | 348           | 90            | 1091                     | 16                   | 115        | 757        | 373        |
| 2010                                                                            | 484 898              | 505 018   | 96.0           | 398        | 316           | 82            | 1218                     | 21                   | 99         | 506        | 374        |
| 2014                                                                            | 494 000              | 514 000   | 96.1           | 344        | 271           | 73            | 1436                     | 28                   | 87         | 511        | 379        |
| 2017                                                                            | 483 900              | 500 700   | 96.6           | 326        | 257           | 69            | 1484                     | 29                   | 83         | 465        | 374        |
| 2020                                                                            | 485 000              | 501 763   | 96.7           | 304        | 245           | 59            | 1595                     | 29                   | 71         | 433        | 374        |
| 2022                                                                            | 472 500              | 487 800   | 96.9           | 285        | 226           | 59            | 1657                     | 19                   | 68         | 412        | 374        |
| Fuente: Catholic-Hierarchy, que a su vez toma los datos del Anuario Pontificio. |                      |           |                |            |               |               |                          |                      |            |            |            |

## Episcopologio

### Arzobispos (desde la erección hasta el 1 de mayo de 1818)
| Foto | Escudo | Titular                             | Período (preconización-cese)                            | Motivo del cese                                  |
| ---- | ------ | ----------------------------------- | ------------------------------------------------------- | ------------------------------------------------ |
|      |        | Daniele Dolfin †                    | 6 de julio de 1751-13 de marzo de 1762                  | Falleció                                         |
|      |        | Bartolomeo Gradenigo †              | 13 de marzo de 1762 por sucesión-2 de noviembre de 1765 | Falleció                                         |
|      |        | Giovanni Girolamo Gradenigo, C.R. † | 27 de enero de 1766-30 de junio de 1786                 | Falleció                                         |
|      |        | Nicolò Angelo Sagredo †             | 10 de marzo de 1788-18 de junio de 1792                 | Nombrado arzobispo a título personal de Torcello |
|      |        | Pietro Antonio Zorzi, C.R.S. †      | 24 de septiembre de 1792-17 de diciembre de 1803        | Falleció                                         |
|      |        | Baldassarre Francesco Rasponi †     | 18 de septiembre de 1807-14 de febrero de 1814          | Falleció                                         |

### Obispos (del 1 de mayo de 1818 hasta el 14 de marzo de 1847)
| Foto | Escudo | Titular                | Período (preconización-cese)                | Motivo del cese    |
| ---- | ------ | ---------------------- | ------------------------------------------- | ------------------ |
|      |        | Emmanuele Lodi, O.P. † | 23 de agosto de 1819-8 de febrero de 1845   | Falleció           |
|      |        | Zaccaria Bricito †     | 21 de diciembre de 1846-14 de marzo de 1847 | Nombrado arzobispo |

### Arzobispos (del 14 de marzo de 1847 hasta la actualidad)
| Foto | Escudo | Titular                      | Período (preconización-cese)                  | Motivo del cese               |
| ---- | ------ | ---------------------------- | --------------------------------------------- | ----------------------------- |
|      |        | Zaccaria Bricito †           | 14 de marzo de 1847-6 de febrero de 1851      | Falleció                      |
|      |        | Giuseppe Luigi Trevisanato † | 27 de septiembre de 1852-7 de abril de 1862   | Nombrado patriarca de Venecia |
|      |        | Andrea Casasola †            | 28 de septiembre de 1863-12 de agosto de 1884 | Falleció                      |
|      |        | Giovanni Maria Berengo †     | 10 de noviembre de 1884-7 de marzo de 1896    | Falleció                      |
|      |        | Pietro Zamburlini †          | 22 de junio de 1896-1 de diciembre de 1909    | Falleció                      |
|      |        | Antonio Anastasio Rossi †    | 8 de enero de 1910-19 de diciembre de 1927    | Nombrado prelado de Pompeya   |
|      |        | Giuseppe Nogara †            | 27 de enero de 1928-9 de diciembre de 1955    | Falleció                      |
|      |        | Giuseppe Zaffonato †         | 31 de enero de 1956-29 de septiembre de 1972  | Renunció                      |
|      |        | Alfredo Battisti †           | 13 de diciembre de 1972-28 de octubre de 2000 | Retirado                      |
|      |        | Pietro Brollo †              | 28 de octubre de 2000-20 de agosto de 2009    | Retirado                      |
|      |        | Andrea Bruno Mazzocato       | 20 de agosto de 2009-23 de febrero de 2024    | Retirado                      |
|      |        | Riccardo Lamba               | Desde el 23 de febrero de 2024                |                               |